# Crassicauda
Crassicauda ist eine  Gattung der Rollschwänze mit zwölf Arten. Sie sind Parasiten bei Walen, bei denen sie verschiedene Gewebe besiedeln.

## Merkmale
Crassicauda hat die Merkmale der Crassicaudinae. Männchen haben keine Kaudalflügel, Weibchen nur zwei Uteri.

## Systematik
Das Interim Register of Marine and Nonmarine Genera weist folgende Arten aus:
- Crassicauda anthonyi Chabaud, 1962
- Crassicauda bennetti Spaul, 1926
- Crassicauda boopis Baylis, 1920
- Crassicauda carbonelli Raga & Balbuena, 1992
- Crassicauda costata Skrjabin, 1969
- Crassicauda crassicauda (Creplin, 1929)
- Crassicauda delamureana Skrjabin, 1966
- Crassicauda duguyi Dollfus, 1966
- Crassicauda Fuelleborni (Hoeppli & Hsu, 1929)
- Crassicauda giliakiana Skrjabin & Andreeva, 1934
- Crassicauda grampicola Johnston & Mawson, 1941
- Crassicauda magna Johnston & Mawson, 1939
- Crassicauda tortilis Skrjabin, 1959